# 沙井子水库
沙井子水库是中国天津市滨海新区境内的一座水库，位于青静黄河上，建于1978年。水库正常库容为700万立方米，海拔为7米。